# Hohenschwangau
Hohenschwangau ist ein Dorf in der Gemeinde Schwangau im Landkreis Ostallgäu (Schwaben, Bayern). Es liegt zwischen den Schlössern Neuschwanstein und Hohenschwangau und wird jährlich von rund zwei Millionen Menschen besucht, die von hier aus die Königsschlösser besichtigen. Parkplätze, Gastronomie, Pensionen, Hotelbetriebe und Souvenirgeschäfte prägen dementsprechend das Ortsbild.

## Geographie
Hohenschwangau liegt gut zwei Kilometer südlich des Dorfes Schwangau auf einer Höhe von rund 800 m ü. NHN. Es grenzt im Südwesten an den Alpsee. Westlich von Hohenschwangau liegt der Schwanseepark. Nach Südosten führt entlang der Pöllat eine Bergstraße in die Bleckenau, einem Tal in den Ammergauer Alpen.

## Sehenswürdigkeiten

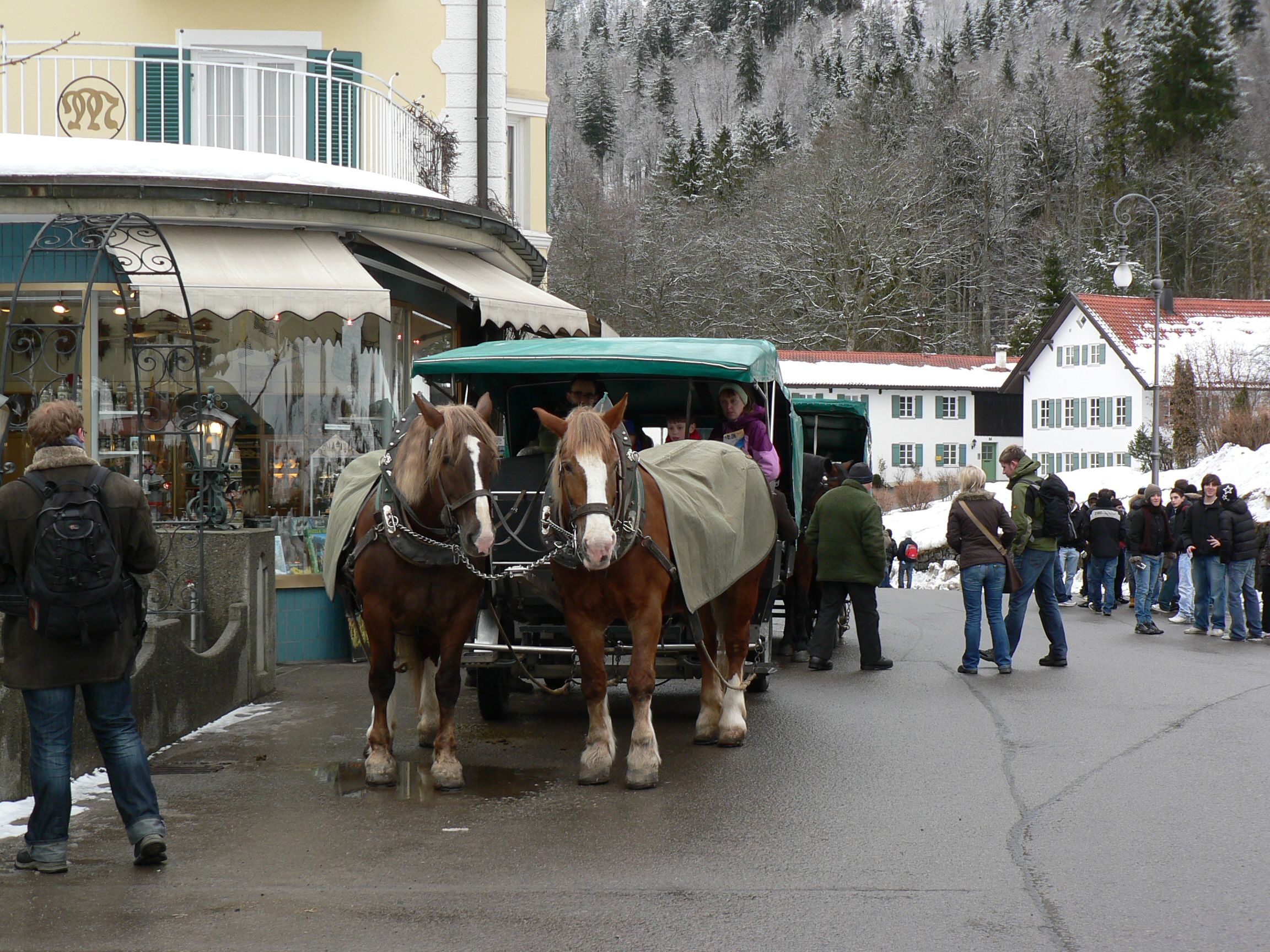
Touristen und Pferdekutschen zu den Schlössern

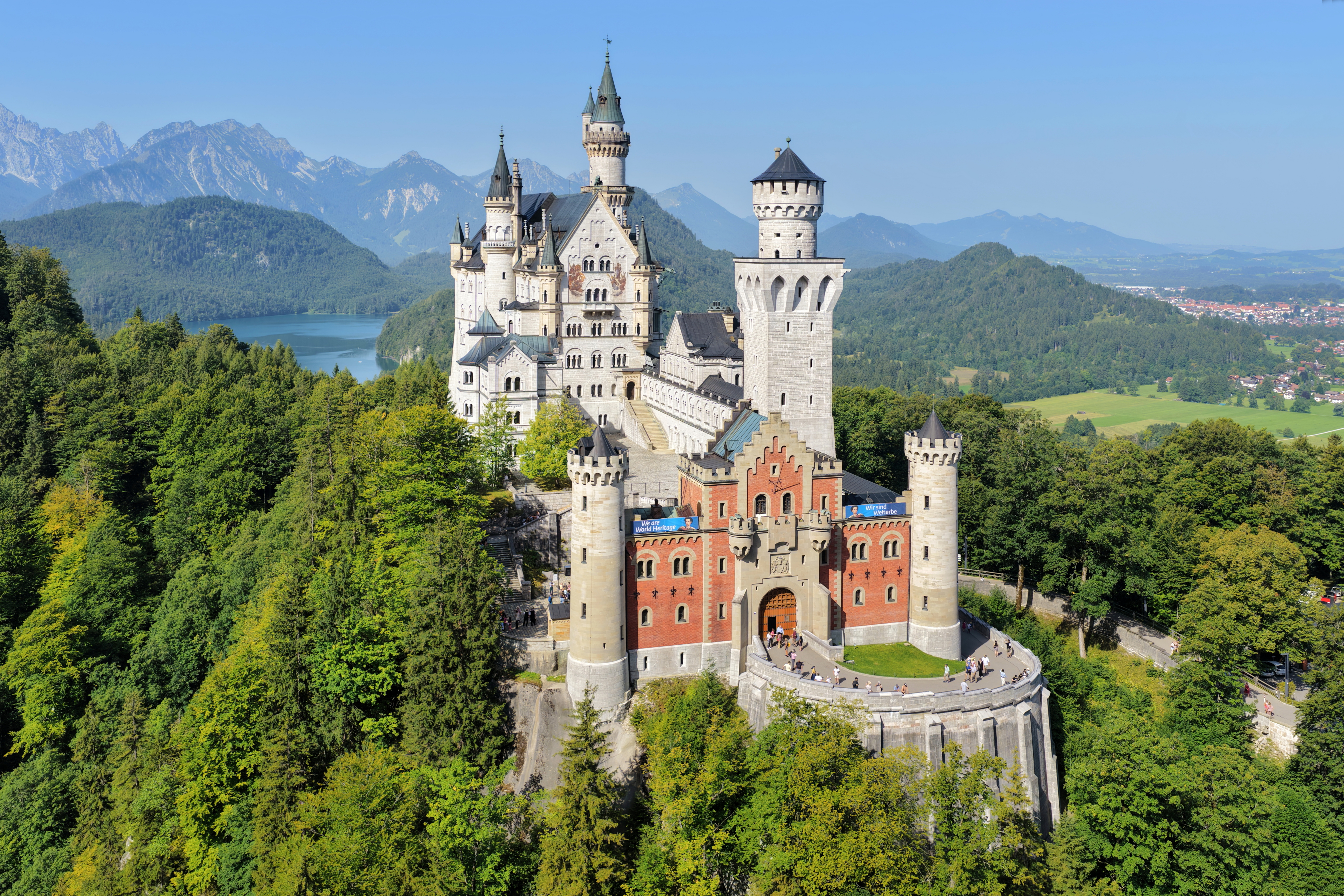
Schloss Neuschwanstein

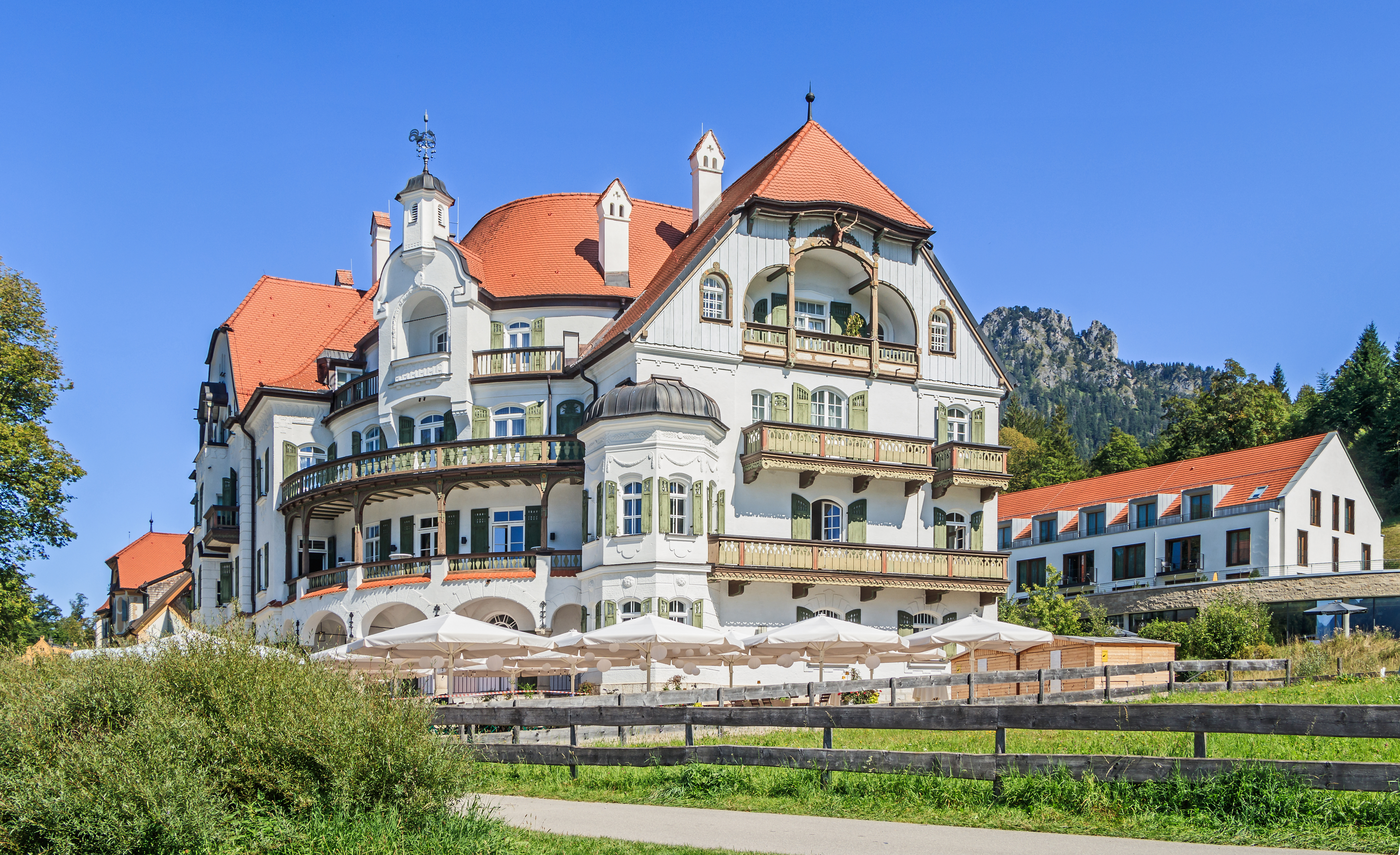
Südseite des ehemaligen Hotels Alpenrose

Hauptsehenswürdigkeiten sind die Königsschlösser Neuschwanstein und Hohenschwangau. Berühmter Aussichtspunkt ist die Marienbrücke über die Pöllatschlucht. Am Ufer des Alpsees wurde im Jahr 2011 das Museum der bayerischen Könige eröffnet. Das zwischen Hohenschwangau und Schwangau liegende Schloss Bullachberg ist in Privatbesitz.

## Infrastruktur

### Bildung
Am nördlichen Ortsrand befindet sich das staatliche Gymnasium Hohenschwangau mit Internat.

### Wasserschutzgebiet
Der Ort Hohenschwangau liegt seit 2016 im Wasserschutzgebiet (Zone III) für die öffentliche Wasserversorgung der Stadt Füssen – gerichtlich bestätigt durch Urteil des BayVGH vom 28. August 2019. Die Stadt Füssen bezieht seit Anfang der 1980er Jahre ihr Trinkwasser aus den Brunnen beim Schwangauer Ortsteil Alterschrofen. Neuere hydrogeologische Erkenntnisse hatten ergeben, dass das zu schützende Grundwasser nicht wie bis dahin angenommen aus dem Bereich des Schwanseeparks, sondern von Südosten unter der Ortslage Hohenschwangau vom Alpsee her anströmt.

## Persönlichkeiten
- Helen Vita (1928–2001), Schweizer Chansonsängerin, Schauspielerin und Kabarettistin